# Blockhaus du phare du Cap Ferret
Le blockhaus du phare du Cap Ferret est une ancienne casemate du mur de l'Atlantique construite en 1943. Située dans le parc du phare du cap Ferret sur la commune de Lège-Cap-Ferret, elle a été abandonnée par l'armée allemande au moment de leur départ en 1944. Durant les trois années qui suivent, le bunker a servi comme entrepôt de matériel. Après 1947, celui-ci est resté inoccupé jusqu'en 2010, où une association locale, ainsi que la commune de Lège-Cap-Ferret choisissent de le rénover et d'en faire un musée.

## Historique

### Contexte
Durant la Seconde Guerre mondiale, les Allemands construisent, quelque temps après leur arrivée dans la commune de Cap-Ferret, des ouvrages militaires fortifiés sur la côte, sous maîtrise d'ouvrage de l'Organisation Todt faisant partie du mur de l'Atlantique.
L'un des points de fortifications est le secteur du phare du cap Ferret, nommé Wn Ar 36,. Wn est l'abréviation de Widerstandsnest (nid de résistance), Ar pour le secteur d'Arcachon et les chiffres pour le numéro du secteur ; ils sont donc à suivre d'Est à l'Ouest et du Nord au Sud. La plupart de ces infrastructures sont toujours présentes.

### Durant l'occupation
Le blockhaus du phare du cap Ferret a été construit en 1943 par l'Organisation Todt d'après le plan standardisé numéro 622 (Regelbau 622) et fait partie du mur de l'Atlantique. Le bâtiment de casernement est prévu pour abriter 19 hommes et du matériel. La façade est peinte en trompe-l'œil et le blockhaus est camouflé. Cet ouvrage fortifié fait partie de la position numéro 36 du mur de l'Atlantique du secteur d'Arcachon (Ar 36).
Fuyant l'avancée des troupes alliées débarquées, les soldats allemands quittent le blockhaus le 20 août 1944 et détruisent délibérément le phare au moment de leur départ.

### Après 1944
De 1944 à 1947, le bunker sert d'entrepôt de stockage pour la construction du nouveau phare.

### Restauration
D'après les panneaux de renseignements présents sur le site, le blockhaus est « inoccupé depuis 1947 » et « c'est en 2010 que la commune de Lège-Cap-Ferret, en partenariat avec l'association GRAMASA (Groupement de Recherches Archéologiques sur le Mur de l'Atlantique Secteur Arcachon), décide de rénover l'intérieur du blockhaus. Un projet de réaménagement complet est lancé. Ce travail a permis de reconstituer une pièce de vie telle qu'en 1944, et de créer une salle d'exposition rappelant l'histoire du mur de l'Atlantique »,.
D'après un autre panneau de renseignement présent sur le site, la restauration s'est faite en plusieurs phases :

« Hiver 2010 : Dégagement de la façade du blockhaus ;
2011 : Assainissement et nettoyage du bâtiment ;
2012 : Restauration de l'intérieur. »

Il est possible de visiter le blockhaus restauré aux heures d'ouverture du phare, l'association GRAMASA propose aussi des visites guidées périodiques.

## Galerie

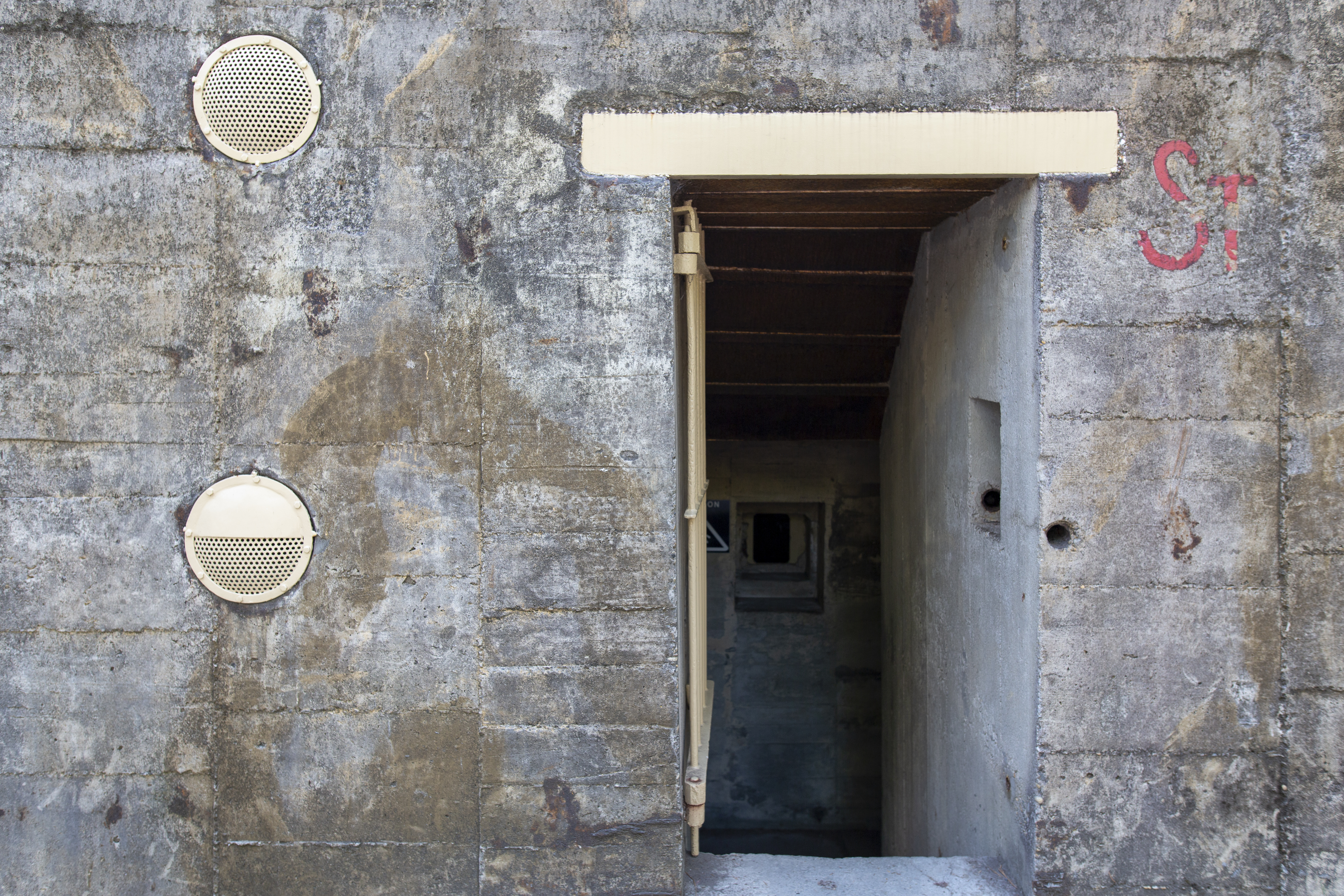
Porte d'entrée.
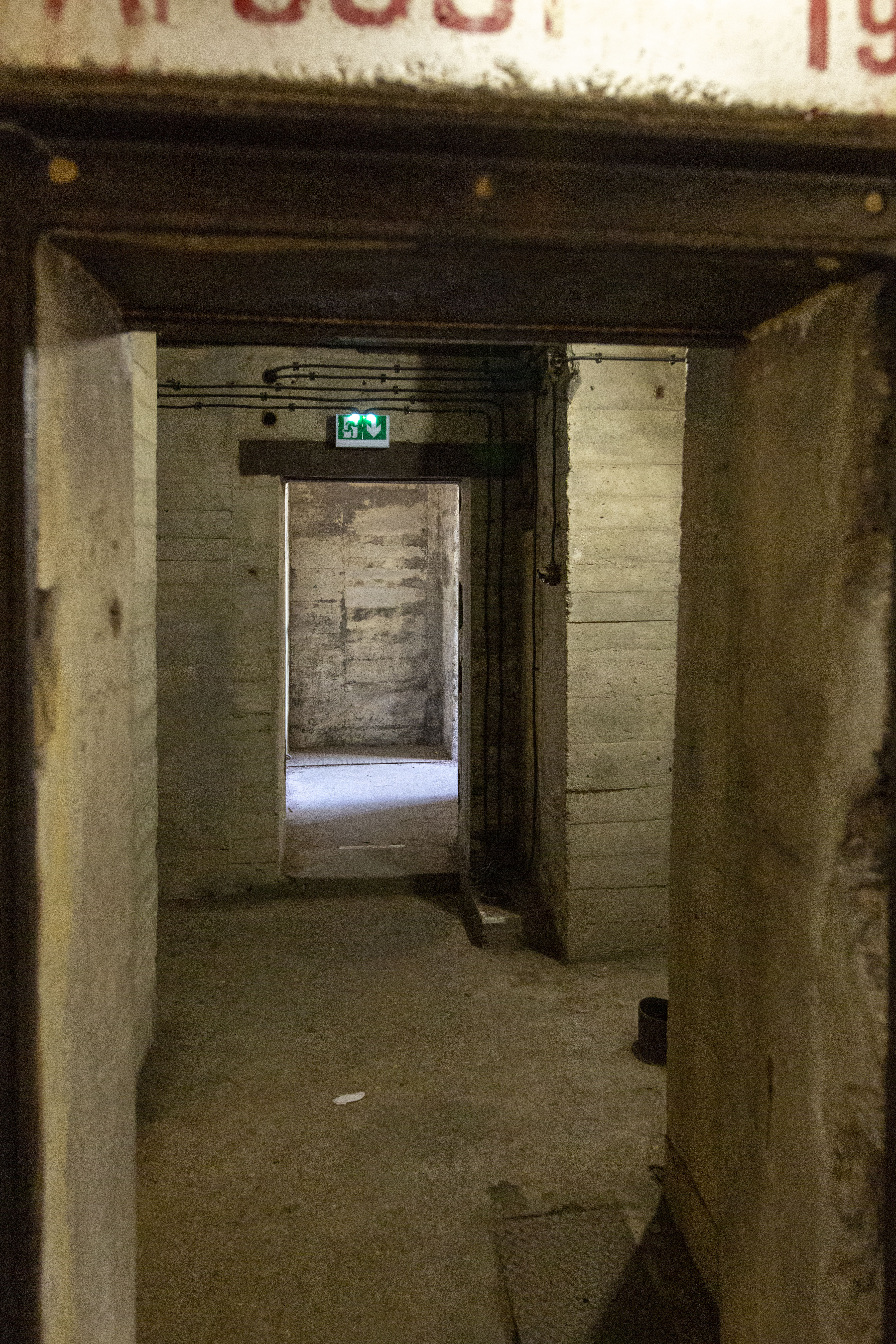
Couloir.
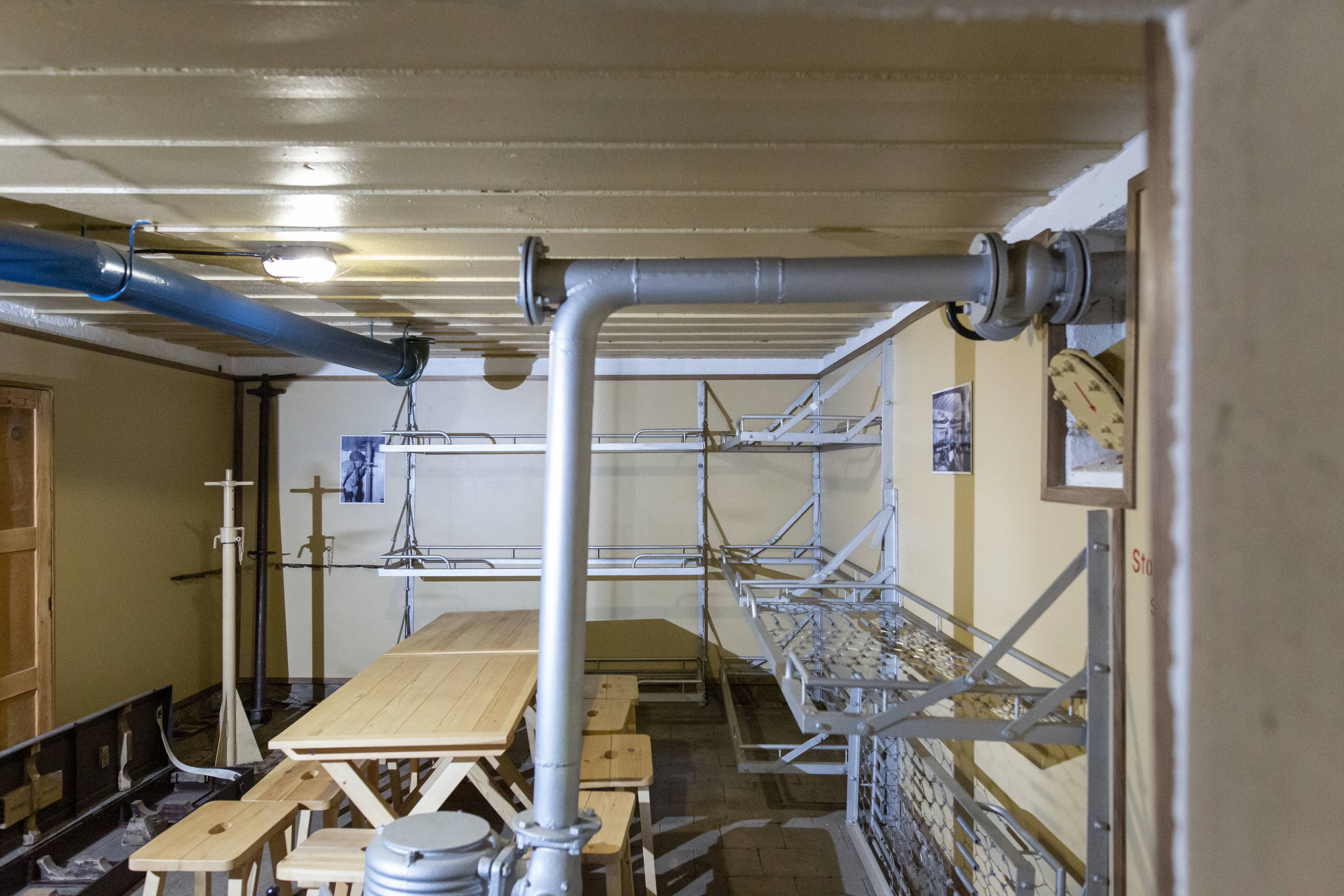
Salle.
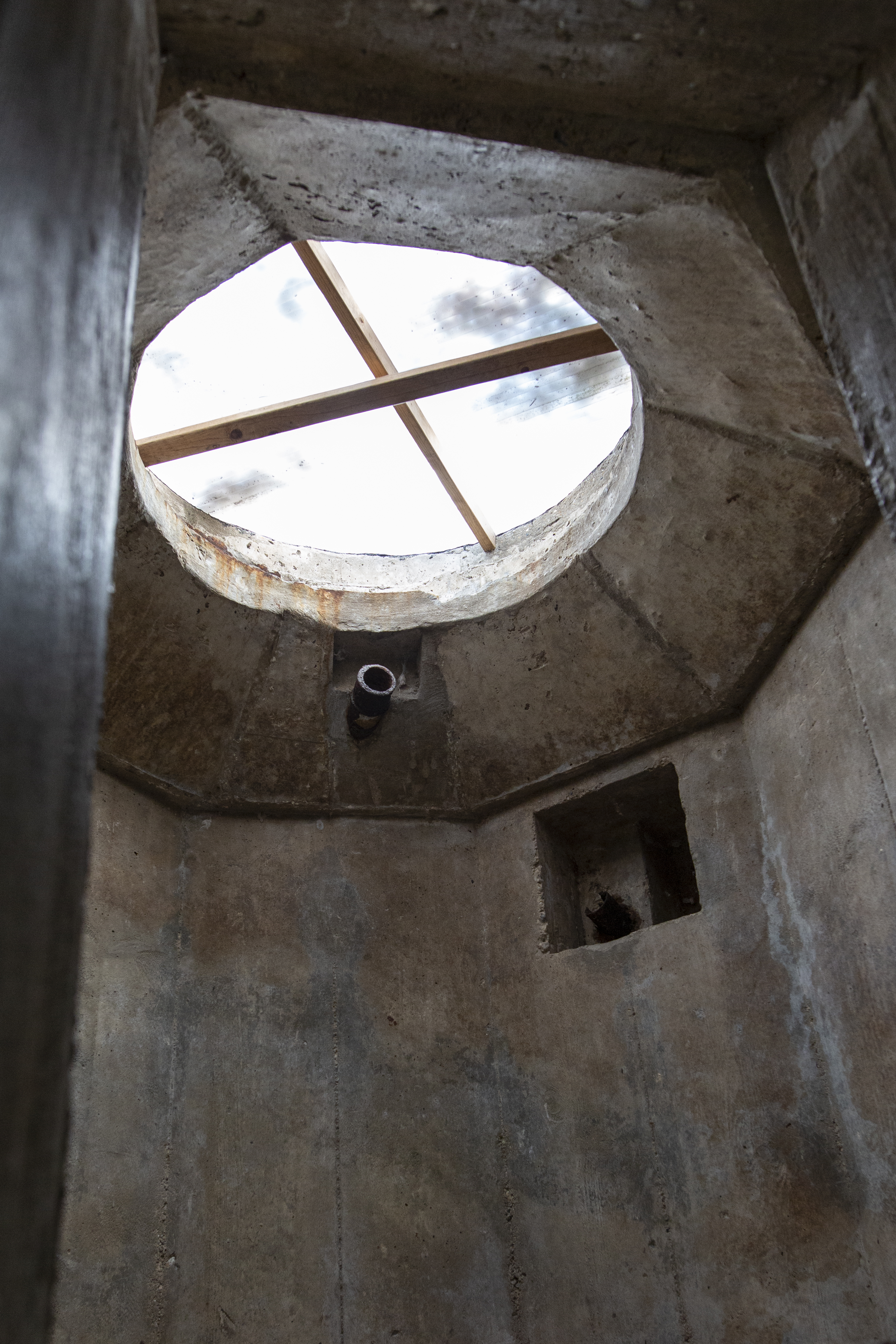
Tobrouk.